# Luca Caldirola
Luca Caldirola (Desio, 1 februari 1991) is een Italiaans voetballer die bij voorkeur als verdediger speelt.

## Loopbaan
Caldirola stroomde in 2010 door vanuit de jeugdopleiding van Internazionale. Dat verhuurde hem gedurende het seizoen 2010-2011 aan Vitesse, waarvoor hij op 8 augustus 2010 zijn eerst competitiewedstrijd in het betaald voetbal speelde, tegen ADO Den Haag (3-1 winst). Caldirola kwam in beeld bij Vitesse via zijn zaakwaarnemer Marco De Marchi die zelf van 1997 tot en met 2000 voor Vitesse speelde.
Hij tekende in juni 2013 een vierjarig contract bij Werder Bremen, dat hem overnam van Internazionale.
Caldirola was jeugdinternational voor Italië -16, Italië -17, Italië -18, Italië -19, Italië -20 en Italië -21. Biraghi nam met die laatste jeugdploeg deel aan het Europees kampioenschap 2013 in Israël, waar Jong Italië in de finale met 4-2 verloor van de leeftijdgenoten uit Spanje.